# Tagetes tenuifolia
El chinchimali del Perú (Tagetes tenuifolia) es una especie anual de la familia Asteraceae de distribución cosmopolita y nativa de Norteamérica.

## Descripción
Esta especie alcanza unos 60 cm de altura, formando densas matas de porte erecto, con follaje verde oscuro y finamente foliado semejante a las frondas de los helechos. Las pequeñas flores de color amarillo, naranja o bicolores son hermafroditas y solitarias. Tiene un crecimiento denso y compacto. Florece desde mediados de primavera, principios de verano, hasta finales de otoño, dependiendo del clima.

## Usos
Se utiliza como ornamental. 
El fuerte aroma del follaje, como en todas las especies de Tagetes, repele a pequeños insectos, incluso a los mosquitos. También las secreciones de las raíces actúan como repelente de plagas del suelo.

Sus flores atraen a las mariposas.
Las flores tienen uso culinario. Por su sabor cítrico se usan como condimento o guarnición en ensaladas, verduras, etc.

## Sinonimia
- [5]
- Tagetes jaliscensis var. minor Greenm
- Tagetes macroglossa Pol.
- Tagetes oligocephala DC.
- Tagetes peduncularis Cav.
- Tagetes signata Bartling